# Стишка Вас
Стишка Вас (словен. Stiška Vas) — поселення в общині Церклє-на-Горенськем, Горенський регіон, Словенія. Висота над рівнем моря: 717 м.